# Courcelles-sur-Aujon
Pour les articles homonymes, voir Courcelles.
Courcelles-sur-Aujon est une ancienne commune française du département de la Haute-Marne en région Grand Est. Elle est rattachée à la commune de Saint-Loup-sur-Aujon depuis 1972.

## Géographie
Comme son nom l'indique, Courcelles est situé sur l'Aujon.

## Histoire
Le 1er août 1972, la commune de  Courcelles-sur-Aujon est rattachée à celle de Saint-Loup-sur-Aujon sous le régime de la fusion simple.

## Politique et administration
| Période                                  | Période | Identité                | Étiquette | Qualité |
| ---------------------------------------- | ------- | ----------------------- | --------- | ------- |
| 1867                                     | 1870    | Pierre Bizot de Fonteny |           |         |
| Les données manquantes sont à compléter. |         |                         |           |         |

## Démographie
| 1866 | 1872 | 1876 | 1881 | 1886 | 1891 | 1896 | 1901 | 1906 |
| ---- | ---- | ---- | ---- | ---- | ---- | ---- | ---- | ---- |
| 93   | 201  | 218  | 168  | 173  | 176  | 154  | 196  | 66   |

| 1911 | 1921 | 1926 | 1931 | 1936 | 1946 | 1954 | 1962 | 1968 |
| ---- | ---- | ---- | ---- | ---- | ---- | ---- | ---- | ---- |
| 63   | 66   | 55   | 54   | 47   | 151  | 134  | 38   | 28   |

## Lieux et monuments
- Chapelle Sainte-Anne, érigée en 1660
- Vestiges d'un château-fort